# Tristaniopsis littoralis
Tristaniopsis littoralis är en myrtenväxtart som först beskrevs av Elmer Drew Merrill, och fick sitt nu gällande namn av Peter G.Wilson och John Teast Waterhouse. Tristaniopsis littoralis ingår i släktet Tristaniopsis och familjen myrtenväxter. IUCN kategoriserar arten globalt som sårbar.
Artens utbredningsområde är Filippinerna. Inga underarter finns listade i Catalogue of Life.